# Кайосмаа, Марьятта
Марьятта Кайосмаа (фин. Marjatta Kajosmaa; 3 февраля 1938 года, Вехкалахти) — финская лыжница, призёрка Олимпийских игр и чемпионата мира.

## Карьера
На Олимпийских играх 1968 года в Гренобле стартовала в трёх гонках, 5 км - 5-е место, 10 км - 5-е место, эстафета - 4-е место.
На Олимпийских играх 1972 года в Саппоро, завоевала медали во всех трёх гонках включённых в программу соревнований у женщин, серебряные в гонке на 5 км и эстафете и бронзовую в гонке на 10 км.
На Олимпийских играх 1976 года в Инсбруке, завоевала серебро в эстафетной гонке, кроме того была 9-й в гонке на 5 км и 11-й в гонке на 10 км.
На чемпионате мира-1970 в Высоких Татрах завоевала серебряную медаль в гонке на 10 км и бронзовую медаль в эстафете.